# ラゴーニャ
ラゴーニャ（伊: Ragogna）は、イタリア共和国フリウリ＝ヴェネツィア・ジュリア州ウーディネ県にある、人口約2,800人の基礎自治体（コムーネ）。

## 名称
標準イタリア語以外では以下の名称を持つ。
- フリウリ語: Ruvigne

## 地理

### 位置・広がり

#### 隣接コムーネ
隣接するコムーネは以下の通り。括弧内のPNはポルデノーネ県所属を示す。
- フォルガリーア・ネル・フリウーリ
- ピンツァーノ・アル・タリアメント (PN)
- サン・ダニエーレ・デル・フリウーリ

### 気候分類・地震分類
ラゴーニャにおけるイタリアの気候分類 (it) および度日は、zona E, 2509 GGである。
また、イタリアの地震リスク階級 (it) では、zona 2 (sismicità media) に分類される。

## 行政

### 分離集落
ラゴーニャには、以下の分離集落（フラツィオーネ）がある。
- Muris, Pignano, San Giacomo (sede comunale), San Pietro, Villuzza

## 姉妹都市
- ヴァイテンスフェルト・イム・グルクタール（ドイツ語版）、オーストリア 2003年
- Sainte-Bazeille、フランス 2010年